# Abderrahmane Boubekeur
Pour les articles homonymes, voir Boubekeur.
Abderrahmane Boubekeur est un footballeur international algérien né le 9 mars 1932 à Saint-Eugène (aujourd'hui Bologhine) et mort le 20 juillet 1999 à Cagnes-sur-Mer. Il a été le gardien de but de l'AS Monaco dans les années 1950. Il a rejoint l'équipe de football du FLN en 1958.
Il compte 13 sélections en équipe nationale entre 1962 et 1964.
Il remporte l'édition inaugurale du Golden Foot en 1952 dont il occupe la 16e position. Premier joueur africain dans le classement des meilleurs footballeurs du 19 siècle publié par World Soccer en 1958, il a été introduit dans le Hall of Fame du football allemand en 2011 et dans le Walk of Fame du sport tricolore en 2011.

## Carrière de joueur
- ????-1954 : AS Saint-Eugène
- 1954-1958 : AS Monaco (69 matches en Division 1)
- 1962-1963 : MC Alger
- 1963-1964 : USM Alger

## Statistiques
- 69 matchs en Division 1 avec l'AS Monaco[4]
- 13 sélections avec l'équipe d'Algérie de football.
- 91 sélections avec l'Équipe du Front de libération nationale algérien de football.